# Stephen Williams (réalisateur)
Pour les articles homonymes, voir Stephen Williams et Williams.
Stephen Williams est un réalisateur de film et de télévision canadien.
Williams a réalisé plusieurs programmes de télévision modernes, notamment en tant que réalisateur régulier sur la série dramatique Lost : Les Disparus de la chaîne américaine ABC, dont il était également un coproducteur exécutif.

## Biographie
En 1995, Williams a écrit et réalisé le film Soul Survivor, qui mettait en vedette son frère Peter dans le rôle principal. En 2004, il a commencé à réaliser la série dramatique Lost : Les Disparus, et a pris plus tard la position de coproducteur exécutif.
Williams est marié à Jocelyn Snowdon. Ils ont une fille, en plus des fils jumeaux de Stephen, Gabriel et Justis, hérités de son premier mariage. Le couple réside désormais dans la zone de Los Angeles. Son frère est l'acteur Peter Williams, principalement connu pour avoir joué l'Apophis de Goa'uld  dans la série Stargate SG-1.

## Filmographie

### Producteur
| Année(s)  | Série TV            | Saison(s) | Rôle                   |
| --------- | ------------------- | --------- | ---------------------- |
| 2005–2009 | Lost : Les Disparus | 2         | Producteur             |
| 2005–2009 | Lost : Les Disparus | 3         | Producteur superviseur |
| 2005–2009 | Lost : Les Disparus | 4 – 5     | Coproducteur exécutif  |
| 2008–2009 | Atom TV             | 1         | Producteur médias      |
| 2010      | Undercovers         | 1         | Coproducteur exécutif  |
| 2013      | Zero Hour           | 1         | Coproducteur exécutif  |

### Réalisateur

#### Film
- Soul Survivor (1995) ; également scénariste
- Chevalier (2022)

#### Télévision / Série
| Année | Série TV                                 | Saison     | Titre de l'épisode                                | Épisode | Date de diffusion originale |
| ----- | ---------------------------------------- | ---------- | ------------------------------------------------- | ------- | --------------------------- |
| 1993  | Exploring Ontario's Provincial Parks     | Mini-série | —                                                 | —       | —                           |
| 1995  | Madison                                  | 3          | House of Cards                                    | 12      | —                           |
| 1995  | Liberty Street                           | 2          | Crimes and Misdemeanours                          | 2       | 29 novembre 1995            |
| 1996  | Traders                                  | 3          | Independence Days                                 | 11      | —                           |
| 1996  | Space Cases                              | 2          | Truth Hurts                                       | 5       | 9 novembre 1996             |
| 1996  | Chahut au bahut                          | 1          | Love Letters                                      | 16      | —                           |
| 1997  | Psi Factor, chroniques du paranormal     | 2          | Secrets défense                                   | 9       | 24 novembre 1997            |
| 1998  | Psi Factor, chroniques du paranormal     | 2          | Au-delà du rêve                                   | 13      | 9 février 1998              |
| 1998  | Invasion planète Terre                   | 1          | Le Talon d'Achille                                | 16      | 23 février 1998             |
| 1998  | Invasion planète Terre                   | 1          | Le Piège                                          | 17      | 13 avril 1998               |
| 1998  | Psi Factor, chroniques du paranormal     | 3          | Le Désert de la mort                              | 3       | 11 octobre 1998             |
| 1999  | Psi Factor, chroniques du paranormal     | 3          | L’Éternité et un jour - 2e partie                 | 22      | 23 mai 1999                 |
| 1999  | Psi Factor, chroniques du paranormal     | 4          | Rencontres électriques                            | 1       | 26 septembre 1999           |
| 1999  | Psi Factor, chroniques du paranormal     | 4          | La Marque du diable                               | 2       | 3 octobre 1999              |
| 1999  | The City                                 | 1          | Haunted                                           | 5       | —                           |
| 1999  | The City                                 | 1          | Deranged Marriages                                | 12      | 11 mai 1999                 |
| 1999  | The City                                 | 1          | It's Cold Out There                               | 13      | —                           |
| 2001  | Soul Food : Les Liens du sang            | 1          | Sometimes You Win, Sometimes You Lose             | 17      | 3 janvier 2001              |
| 2001  | Blue Murder                              | 1          | L'Escouade des héros [1/2]                        | 1       | 10 janvier 2001             |
| 2001  | Blue Murder                              | 1          | L'Escouade des héros [2/2]                        | 2       | 10 janvier 2001             |
| 2001  | Blue Murder                              | 1          | L'Été de l'amour                                  | 5       | 31 janvier 2001             |
| 2001  | Blue Murder                              | 1          | Le Jour du souvenir [1/2]                         | 12      | 26 mars 2001                |
| 2001  | Blue Murder                              | 1          | Le Jour du souvenir [2/2]                         | 13      | 2 avril 2001                |
| 2002  | Dark Angel                               | 2          | S1W                                               | 10      | 11 janvier 2002             |
| 2002  | Dark Angel                               | 2          | Immunité                                          | 16      | 22 mars 2002                |
| 2002  | Odyssey 5                                | 1          | L'Or magique                                      | 8       | 2 août 2002                 |
| 2002  | Odyssey 5                                | 1          | Phaedra                                           | 13      | 6 septembre 2002            |
| 2003  | Odyssey 5                                | 1          | Fantôme d'amour                                   | 18      | 5 février 2003              |
| 2003  | Missing : Disparus sans laisser de trace | 1          | Envolée                                           | 5       | 6 septembre 2003            |
| 2003  | Ed                                       | 4          | Death, Debt, Dating                               | 5       | 21 octobre 2003             |
| 2003  | Playmakers                               | 1          | Tenth of a Second                                 | 10      | 4 novembre 2003             |
| 2003  | Preuve à l'appui                         | 2          | Pris au piège                                     | 12      | 27 janvier 2003             |
| 2003  | Preuve à l'appui                         | 2          | Sans mobile apparent : 1re partie                 | 21      | 28 avril 2003               |
| 2004  | Preuve à l'appui                         | 3          | Présumé coupable                                  | 5       | 21 mars 2004                |
| 2004  | Preuve à l'appui                         | 3          | Captive                                           | 7       | 4 avril 2004                |
| 2004  | Preuve à l'appui                         | 3          | Un corps dans l'océan                             | 12      | 23 mai 2004                 |
| 2004  | Las Vegas                                | 2          | Une bonne dose de malchance                       | 5       | 11 octobre 2004             |
| 2004  | Lost : Les Disparus                      | 1          | Les Démons intérieurs                             | 11      | 8 décembre 2004             |
| 2005  | Kevin Hill                               | 1          | Mauvaise réputation                               | 12      | 5 janvier 2005              |
| 2005  | Preuve à l'appui                         | 4          | On ne choisit pas sa famille                      | 16      | 27 mars 2005                |
| 2005  | Lost : Les Disparus                      | 1          | Pour le meilleur et pour le pire                  | 20      | 6 avril 2005                |
| 2005  | Lost : Les Disparus                      | 2          | Seuls au monde                                    | 2       | 28 septembre 2005           |
| 2005  | Lost : Les Disparus                      | 2          | Retrouvés...                                      | 5       | 19 octobre 2005             |
| 2005  | Lost : Les Disparus                      | 2          | La Rencontre                                      | 8       | 23 novembre 2005            |
| 2006  | Lost : Les Disparus                      | 2          | En territoire ennemi                              | 11      | 18 janvier 2006             |
| 2006  | Lost : Les Disparus                      | 2          | Un des leurs                                      | 14      | 15 février 2006             |
| 2006  | Lost : Les Disparus                      | 2          | Bloqué !                                          | 17      | 29 mars 2006                |
| 2006  | Lost : Les Disparus                      | 2          | Ces quatre là                                     | 22      | 17 mai 2006                 |
| 2006  | Lost : Les Disparus                      | 3          | Embuscade                                         | 3       | 18 octobre 2006             |
| 2006  | Lost : Les Disparus                      | 3          | Une histoire de cœur                              | 4       | 25 octobre 2006             |
| 2007  | Lost : Les Disparus                      | 3          | Loin de chez elle                                 | 7       | 7 février 2007              |
| 2007  | Lost : Les Disparus                      | 3          | Tapez 77                                          | 11      | 7 mars 2007                 |
| 2007  | Lost : Les Disparus                      | 3          | Jusque dans la tombe                              | 14      | 28 mars 2007                |
| 2007  | Lost : Les Disparus                      | 3          | L'Effet papillon                                  | 17      | 18 avril 2007               |
| 2007  | Lost : Les Disparus                      | 3          | Meilleurs Moments                                 | 21      | 16 mai 2007                 |
| 2008  | Lost : Les Disparus                      | 4          | Enfin les secours ?                               | 2       | 7 février 2008              |
| 2008  | Lost : Les Disparus                      | 4          | Mères ennemies                                    | 4       | 21 février 2008             |
| 2008  | Lost : Les Disparus                      | 4          | Seconde chance                                    | 8       | 20 mars 2008                |
| 2008  | Lost : Les Disparus                      | 4          | Une part de soi                                   | 10      | 1er mai 2008                |
| 2008  | Lost : Les Disparus                      | 4          | Ceux qui restent (1re partie)                     | 12      | 15 mai 2008                 |
| 2009  | Lost : Les Disparus                      | 5          | Les Exilés                                        | 1       | 21 janvier 2009             |
| 2009  | Lost : Les Disparus                      | 5          | Le Petit Prince                                   | 4       | 4 février 2009              |
| 2009  | Lost : Les Disparus                      | 5          | Le Vol 316                                        | 6       | 18 février 2009             |
| 2009  | Lost : Les Disparus                      | 5          | Ben et l'enfant                                   | 12      | 8 avril 2009                |
| 2009  | Lost : Les Disparus                      | 5          | Suivez le guide                                   | 15      | 6 mai 2009                  |
| 2010  | Undercovers                              | 1          | Une couverture pour deux                          | 2       | 29 septembre 2010           |
| 2010  | Undercovers                              | 1          | Vacances à l'italienne                            | 6       | 27 octobre 2010             |
| 2010  | Undercovers                              | 1          | Au nom de la vérité                               | 13      | NC                          |
| 2011  | Suspect numéro un New York               | 1          | Les Regrets se ramassent à la pelle               | 5       | 27 octobre 2011             |
| 2011  | Suspect numéro un New York               | 1          | Terreur à la campagne                             | 8       | 17 novembre 2011            |
| 2012  | Touch                                    | 1          | À l'abri                                          | 3       | 29 mars 2012                |
| 2012  | Touch                                    | 1          | Perdus, retrouvés                                 | 6       | 19 avril 2012               |
| 2012  | Le Transporteur                          | 1          | Protection rapprochée                             | 1       | 11 octobre 2012             |
| 2012  | Person of Interest                       | 1          | Fenêtre sur cour                                  | 11      | 12 janvier 2012             |
| 2012  | Person of Interest                       | 1          | L'Espion espionné                                 | 22      | 10 mai 2012                 |
| 2013  | Person of Interest                       | 3          | À la vie, à la mort                               | 4       | 15 octobre 2013             |
| 2013  | Zero Hour                                | 1          | Les Bergers                                       | 3       | 28 février 2013             |
| 2013  | Zero Hour                                | 1          | Une vision de Dieu                                | 12      | 3 août 2013                 |
| 2013  | Zero Hour                                | 1          | L'Apocalypse                                      | 13      | 3 août 2013                 |
| 2014  | Person of Interest                       | 3          | Trafic à haute altitude                           | 13      | 14 janvier 2014             |
| 2014  | Intelligence                             | 1          | Le retour de Mei Chen                             | 3       | 20 janvier 2014             |
| 2014  | Murder                                   | 1          | Tue-moi !                                         | 9       | 20 novembre 2014            |
| 2014  | Ascension                                | 1          | Le Globus                                         | 2       | 24 novembre 2014            |
| 2015  | The Americans                            | 3          | Les androïdes rêvent-ils de moutons électriques ? | 9       | 25 mars 2015                |
| 2015  | The Walking Dead                         | 6          | Ici n'est pas ici                                 | 4       | 4 novembre 2015             |
| 2016  | Westworld                                | 1          | L'Origine du déclin                               | 8       | 20 novembre 2016            |
| 2018  | Counterpart                              | 1          | Qui se ressemble s'assemble                       | 2       | 28 janvier 2018             |
| 2018  | Counterpart                              | 1          | L'École                                           | 5       | 18 février 2018             |
| 2018  | Counterpart                              | 1          | No Man's Land - 1re partie                        | 9       | 18 mars 2018                |
| 2019  | Watchmen                                 | 1          | She Was Killed By Space Junk                      | 3       | 3 novembre 2019             |
| 2019  | Watchmen                                 | 1          | This Extraordinary Being                          | 6       | 24 novembre 2019            |
| 2025  | The Last of Us                           | 2          | Ressentez son amour                               | 5       | 11 mai 2025                 |